# Напарино (Красноярский край)
Напарино — посёлок в составе Ярцевского сельсовета Енисейского района Красноярского края.

## География

### Географическое положение
Посёлок расположен в 2 километрах от правого берега Енисея в 18 км на юго-восток от центра сельсовета, село Ярцево, и в примерно 215 км на северо-северо-запад по прямой от районного центра города Енисейск.

## Климат
Климат резко континентальный с низкими зимними температурами, застоем холодного воздуха в долинах рек и котловинах. В зимнее время над поверхностью формируется устойчивый Сибирский антициклон, обусловливающий ясную и морозную погоду со слабыми ветрами. Континентальность климата обеспечивает быструю смену зимних холодов на весеннее тепло. Однако низменный рельеф способствует проникновению арктического антициклона. Его действие усиливается после разрушения сибирского антициклона с наступлением теплого периода. Поэтому до июня бывают заморозки. Средние многолетние значения минимальных температур воздуха в самые холодные месяцы — январь и февраль — составляет −25…-27°С, а абсолютный минимум достигает −53…-59°С. Средние из максимальных значений температуры для наиболее теплого месяца (июля) на всем протяжении долины колеблются в пределах 24 — 25°С, а абсолютные максимумы температур в летние месяцы достигают значений в 36 — 39°С. Зима продолжительная. Период со средней суточной температурой ниже −5° на всей протяженности составляет около 5 месяцев (с ноября по март). Ниже 0° — около полугода. Продолжительность безморозного периода в рассматриваемом районе составляет 103 дня, при этом первые заморозки наблюдаются уже в начале сентября. Последние заморозки на поверхности почвы могут наблюдаться в мае.

## История
В начале 1980-х годов в 16 километрах выше села Ярцево в месте впадения речки Напарина в Енисей был образован Ново-Ярцевский лесопункт объединения «Саратовагропромстрой». Изначально ЛЗП позиционировался как планово-убыточный. С развалом СССР прекратилось финансирование. В середине 1990-х полностью прекратил свое существование.
В 1988 году посёлку лесозаготовителей было присвоено наименование Напарино.

## Население
Постоянное население составляло 29 человек в 2002 году (93 % русские).
| 2010 | 2016 |
| ---- | ---- |
| 3    | ↗4   |

## Инфраструктура
Была развита лесозаготовка. В период наибольшего расцвета, то есть конец 1980-х, численность работающих составляла примерно 400 чел. 